# Scharensliep

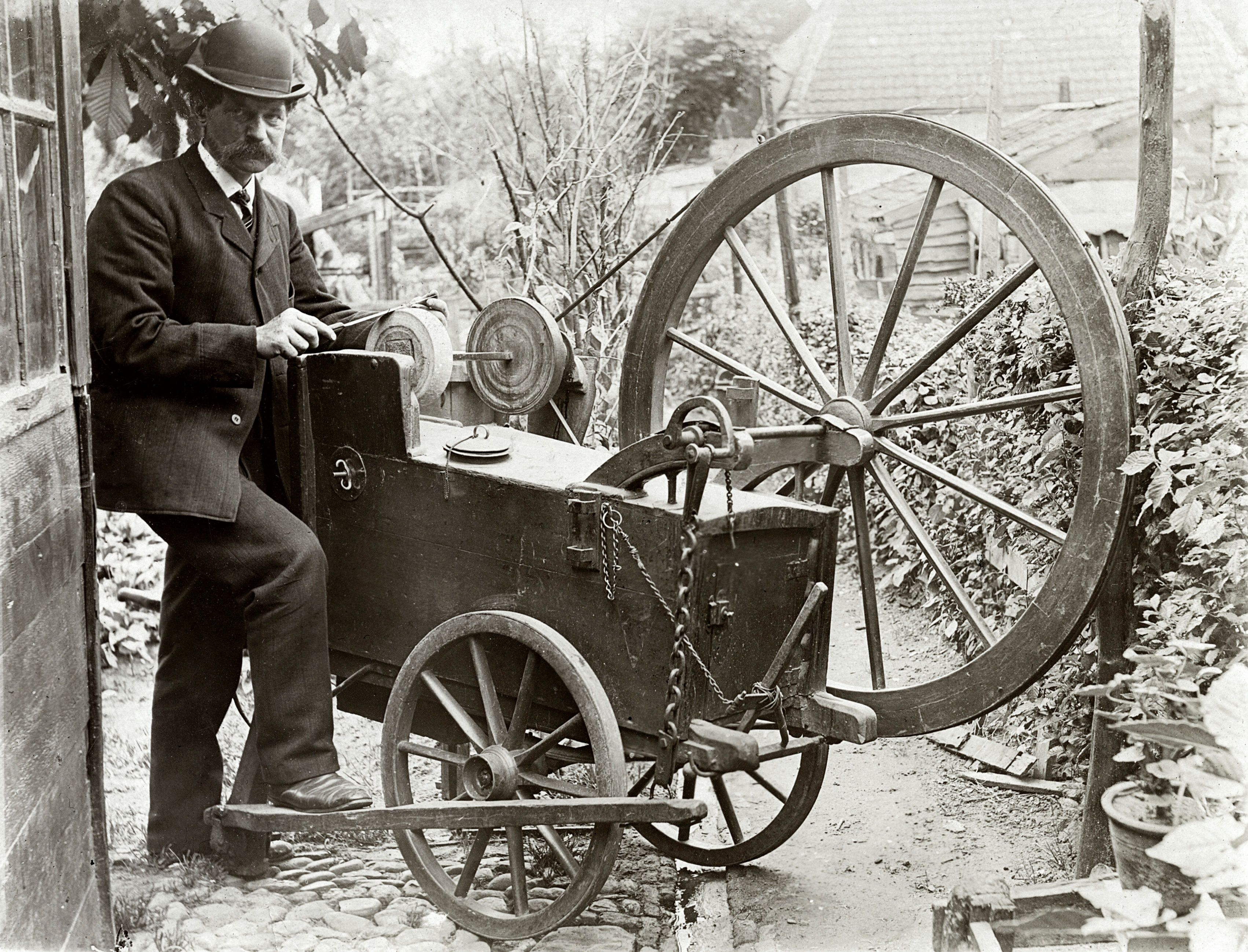
Scharensliep in 1909

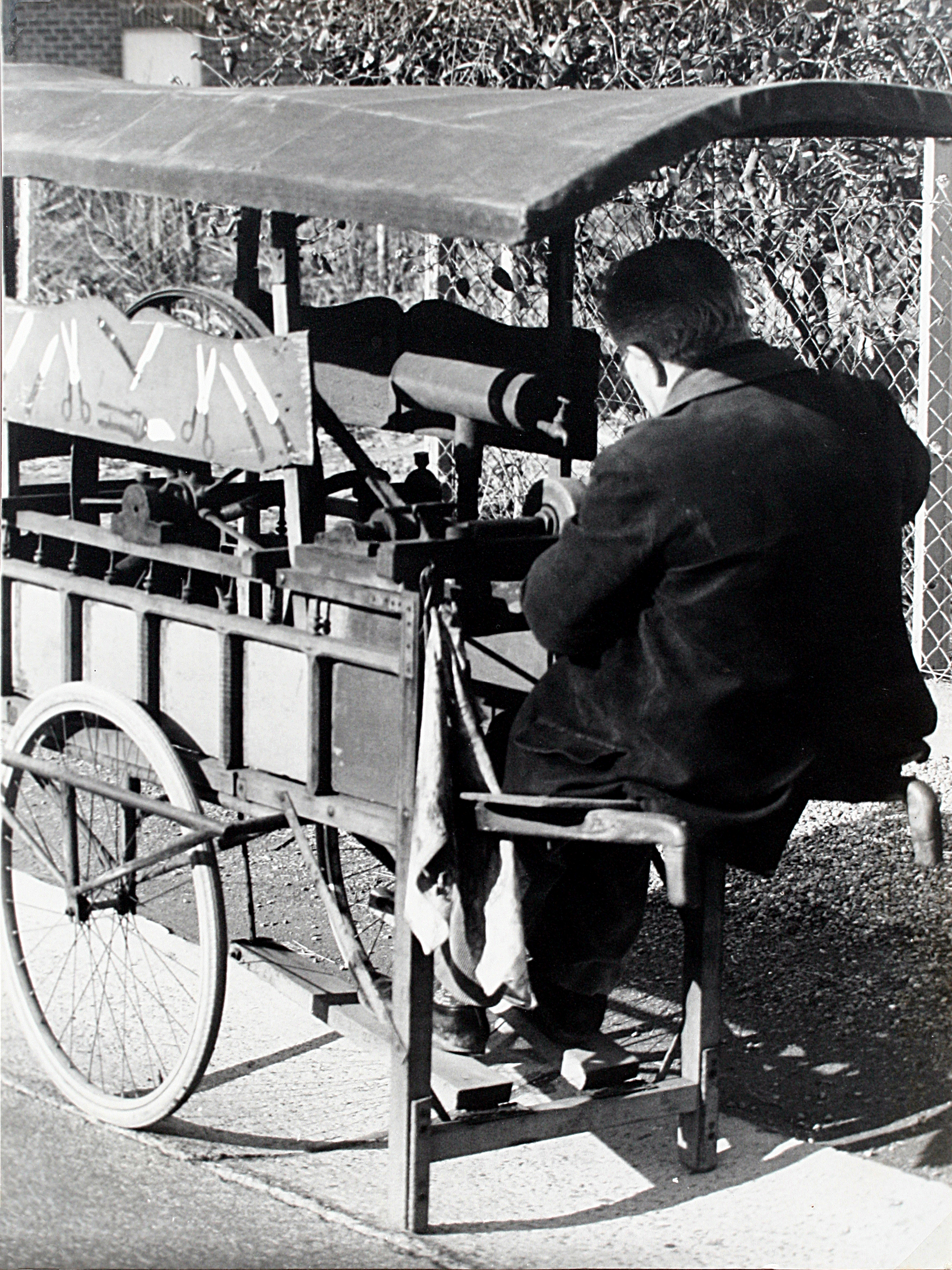
Scharensliep in 1975 (België).

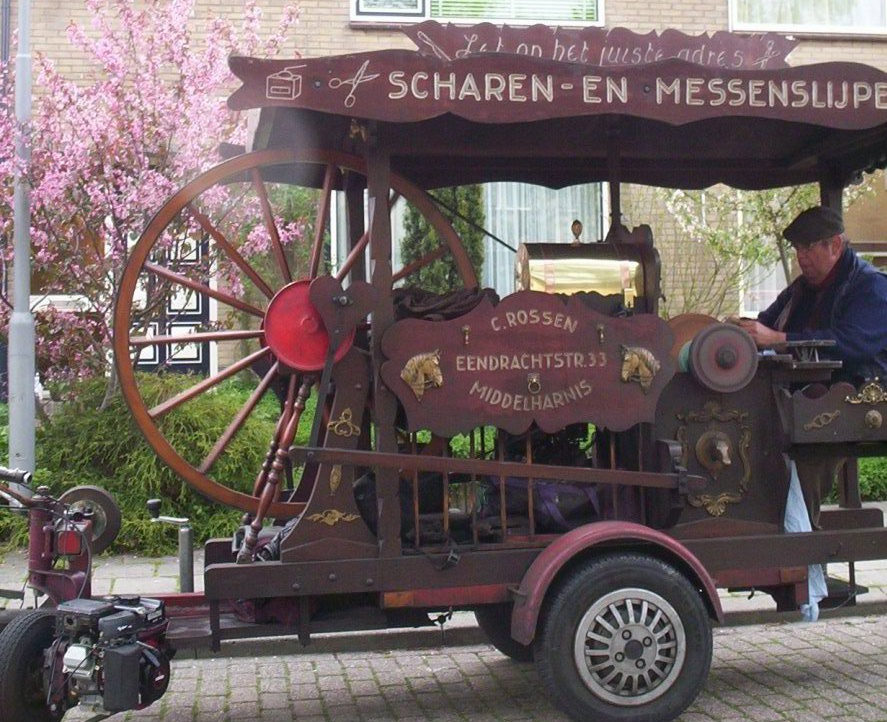
Een scharensliep uit Middelharnis

Een scharensliep is iemand die langs de deuren gaat om scharen en messen te slijpen. Ook het slijpen van schaatsen behoort tot zijn werkzaamheden.
De scharensliep heeft op een grote handkar, soms een bakfiets, alle benodigde gereedschappen voorhanden. De slijpstenen en -banden worden aangedreven met een pedaal, later ook wel met een diesel- of benzinemotortje.
Vandaag de dag is het beroep van scharensliep bijna geheel verdwenen. Door de komst van het onderhoudsarm gereedschap en het gemak waarmee men nieuwe materialen kan aanschaffen om de oude te vervangen, is de scharensliep overbodig geworden.
De scharensliep bezingt zijn beroep in het Vlaamse lied Komt vrienden in den ronde.